# Forza Motorsport
Forza Motorsport är ett bilspel utvecklat av Turn 10 Studios till Xbox. Det släpptes i maj 2005. Spelet innehåller 233 bilmodeller och 33 banor